# Crassula schimperi
Crassula schimperi är en fetbladsväxtart. Crassula schimperi ingår i släktet krassulor, och familjen fetbladsväxter.

## Underarter
Arten delas in i följande underarter:
- C. s. phyturus
- C. s. schimperi